# Tweede Stadhouderloze Tijdperk
Het Tweede Stadhouderloze Tijdperk is een periode in de Nederlandse geschiedenis waarin verschillende gewesten van de Verenigde Provinciën met verscheidene tijdsduren geen stadhouder aan het hoofd van het bestuur hadden staan. Het tijdperk duurde voor Holland, Zeeland, Utrecht, en Overijssel van 1702 tot 1747, voor Gelre en Drenthe van 1702 tot 1722, voor Groningen (Stad en Lande) van 1711 tot 1718, en voor Friesland van 14 juli tot 1 september 1711.

## 1702: Ontstaan (Holland, Zeeland, Utrecht, Overijssel, Gelre en Drenthe)
Het Tweede Stadhouderloze Tijdperk ontstond in Holland, Zeeland, Utrecht, Overijssel, Gelre en Drenthe als gevolg van het overlijden van koning-stadhouder Willem III van Oranje in 1702. Daar de Staten van Holland en Zeeland in 1674 het stadhouderschap erfelijk hadden verklaard voor de nakomelingen van Willem III, en deze kinderloos overleed, werd besloten af te zien van benoeming van een opvolger. Dit maakte de Hollandse raadpensionaris Anthonie Heinsius van 1689 tot 1720 het de facto staatshoofd van de Republiek.

## 1711-1718: Verbreiding en herstel (Friesland en Groningen)

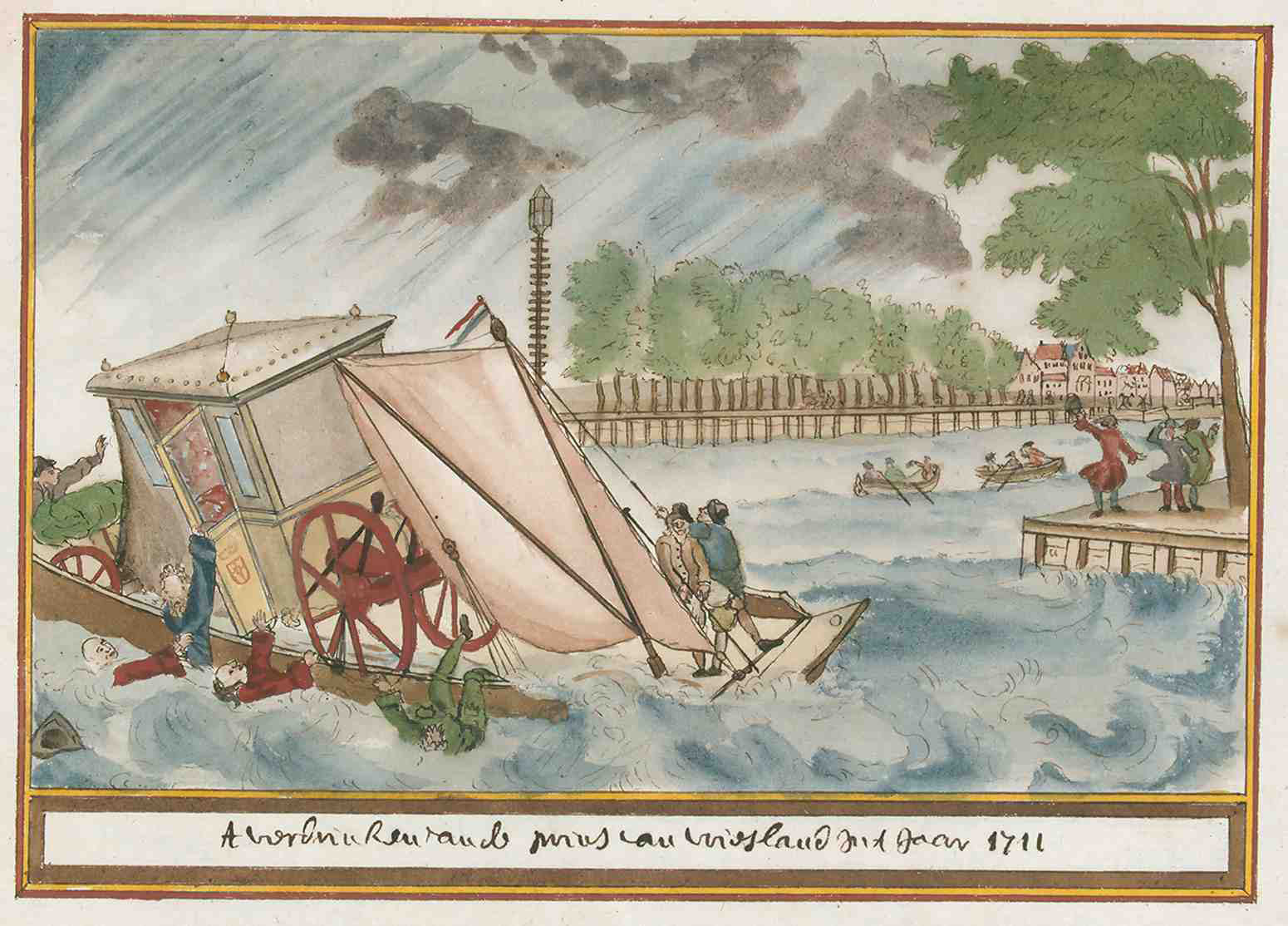
Stadhouder Johan Willem Friso verdronk in het Hollandsch Diep.

Het stadhouderloze tijdperk begon in de gewesten Friesland en Groningen pas op 14 juli 1711 met het overlijden van stadhouder Johan Willem Friso van Nassau-Dietz. Deze was op dat ogenblik enkel vader van een meisje, Anna Charlotte, maar zijn vrouw Maria Louise van Hessen-Kassel was van hem in verwachting. Omdat Friesland, net als Holland en Zeeland, in 1675 het erfstadhouderschap had ingesteld, was de nog ongeboren Willem IV van Oranje-Nassau voorbestemd om de Friese stadhouder te worden. Aangezien men stelde dat het ongeboren kind nog geen stadhouder was, heeft Friesland een stadhouderloos tijdperk van 48 dagen gekend, eindigend met Willems geboorte op 1 september 1711. Willem IV werd tot stadhouder benoemd onder voogdijschap van zijn moeder Maria Louise. Groningen erkende pas in 1718 de regering van Willem IV onder de voogdij van Maria Louise, omdat men daar geen erfstadhouder kende en eerst wilde afwachten voor men deze wankele constructie als bestuur aanvaardde. Hiermee was het stadhouderloze tijdperk in Groningen en vooral Friesland veel korter dan elders in de Republiek, en omdat de noordelijke gewesten (Drenthe inbegrepen) in de 17e eeuw überhaupt geen Eerste Stadhouderloze Tijdperk hebben gekend, wordt de situatie in het noorden niet omschreven als het "Tweede".

## 1722-1747: Consolidatie (Gelre en Drenthe)

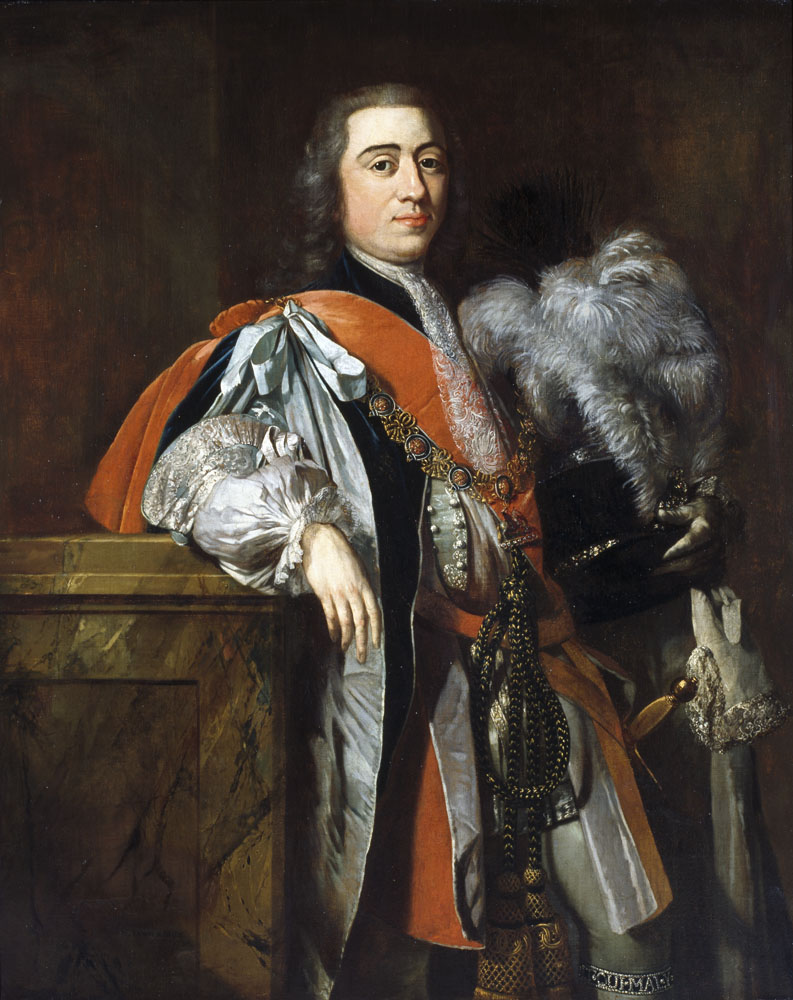
Willem IV in 1737.

In 1722 volgden Gelre en Drenthe het Groningse voorbeeld en erkenden met Willem IV de Friese tak van het huis Nassau als nieuwe de facto stadhoudersdynastie, al werd de erfelijkheid ervan nog niet vastgelegd, en nog steeds zijn moeders voogdij over hem geplaatst. Hiermee eindigde voor hen het Tweede Stadhouderloze Tijdperk eerder dan in de andere gewesten waar vroeger de koning-stadhouder had geregeerd. In 1731 eindigde de voogdij van Willem IV: hij genoot hoger onderwijs in Utrecht en Franeker, trouwde in 1734 met Anna van Hannover en door het uitsterven van vrijwel alle andere takken van de Ottoonse Nassau-linie namen zijn rijkdom en aanzien toe. Dit alles vergrootte het vertrouwen dat de Staten uit zijn eigen gewesten in hem stelden, maar in de andere gewesten keken de regenten argwanend toe hoe het stadhouderlijk gezag zich herstelde.

## 1747: Einde (Holland, Zeeland, Utrecht en Overijssel)
De Oostenrijkse Successieoorlog (1740–1748) verliep ongunstig voor de Republiek, zodanig dat de Franse troepen in het voorjaar van 1747 Staats-Vlaanderen en Staats-Brabant naderden. Er deed zich een scenario vergelijkbaar met het Rampjaar voor: de burgerij in de stadhouderloze gewesten voelde zich onvoldoende beschermd door de regenten en in een reeks volksbewegingen erkenden in april en mei 1747 een voor een Holland, Zeeland, Utrecht en Overijssel Willem IV van Oranje-Nassau als stadhouder. Ze stelden hem bovendien op 15 mei 1747 aan als kapitein-generaal der Unie. Hiermee kwam een einde aan het Tweede Stadhouderloze Tijdperk in alle gewesten. Dit werd in november 1747 bekroond met Willems verheffing tot erfstadhouder der Verenigde Nederlanden (pas op 9 februari 1748 ook in Gelderland). Daarmee was de Republiek in feite een soort vorstendom geworden, waarin het staatshoofd echter nog beperkte macht had.